# Pajiștea Fegernic
Pajiștea Fegernic este o arie protejată (sit de importanță comunitară — SCI) din România, desemnată în scopul protejării biodiversității și menținerii într-o stare de conservare favorabilă a florei spontane și faunei sălbatice, precum și a habitatelor naturale de interes comunitar aflate în arealul zonei de protecție. Aceasta este întinsă pe o suprafață de 299,6 ha, integral pe uscat.

## Localizare
Centrul sitului Pajiștea Fegernic este situat la coordonatele 47°11′57″N 22°09′06″E / 47.19905°N 22.151583°E. Acesta se întinde pe teritoriile administrative ale comunelor Sârbi și Spinuș din județul Bihor.

## Înființare
Situl Pajiștea Fegernic (ROCIC0347) a fost declarat sit de importanță comunitară în septembrie 2011 pentru a proteja 1 specie de animale.

## Biodiversitate
Situată în ecoregiunea continentală, aria protejată conține 1 habitat natural: Tufărișuri subcontinentale peripanonice.
La baza desemnării sitului se află o specie protejată de  mamifere: popândău (Spermophilus citellus).
În arealul sitului au mai fost identificate 5 specii de plante: gladiș (Acer tataricum), clopoțel (Campanula glomerata), mărar sălbatic (Peucedanum carvifolia), răsură (Rosa gallica, un arbust cunoscut în unele zone ale țării sub denumirea de trandafir de câmp) și dumbăț (Teucrium chamaedrys), .